# 本·马厄
本·马厄（英語：Ben Maher，1983年1月30日—），英国男子马术运动员。他曾代表英国参加2008年、2012年、2016年和2020年夏季奥林匹克运动会马术比赛，获得二枚金牌。